# Дългоплавникова лемонема
Дългоплавниковите лемонеми (Laemonema longipes) са вид животни от семейство Мори (Moridae).
Срещат се на дълбочина от 200 до 2000 метра в северната част на Тихия океан - Охотско море, Берингово море, залива Аляска.